# Delnița, Harghita

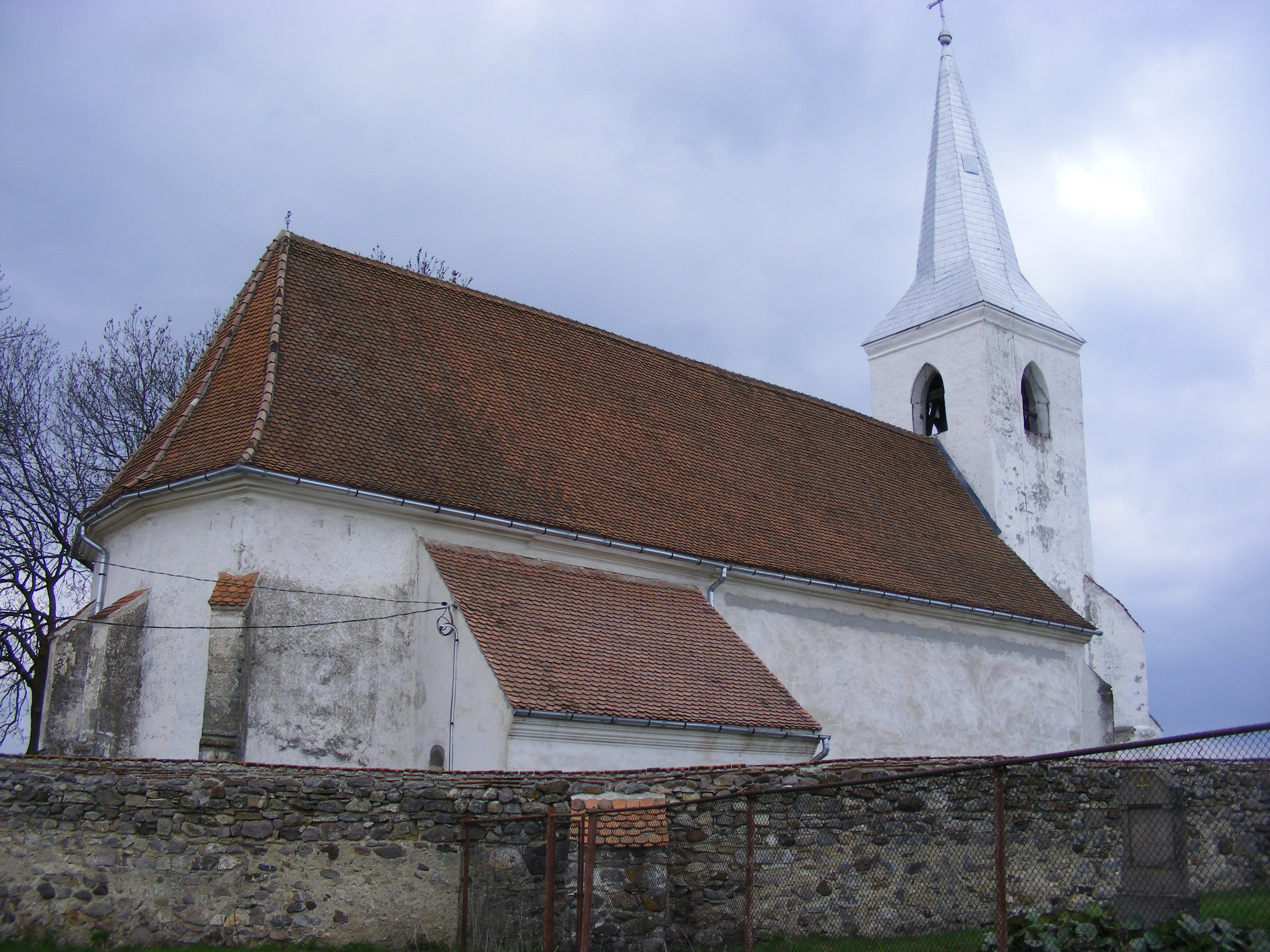
Biserica fortificată din Delnița

Delnița (maghiară Csíkdelne) este un sat în comuna Păuleni-Ciuc din județul Harghita, Transilvania, România.

## Monumente
- Biserica romano-catolică Sf. Ioan (sec. al XIV-lea)

## Personalități
- Lajos Balint (1929-2010), episcop romano-catolic

## Vezi și

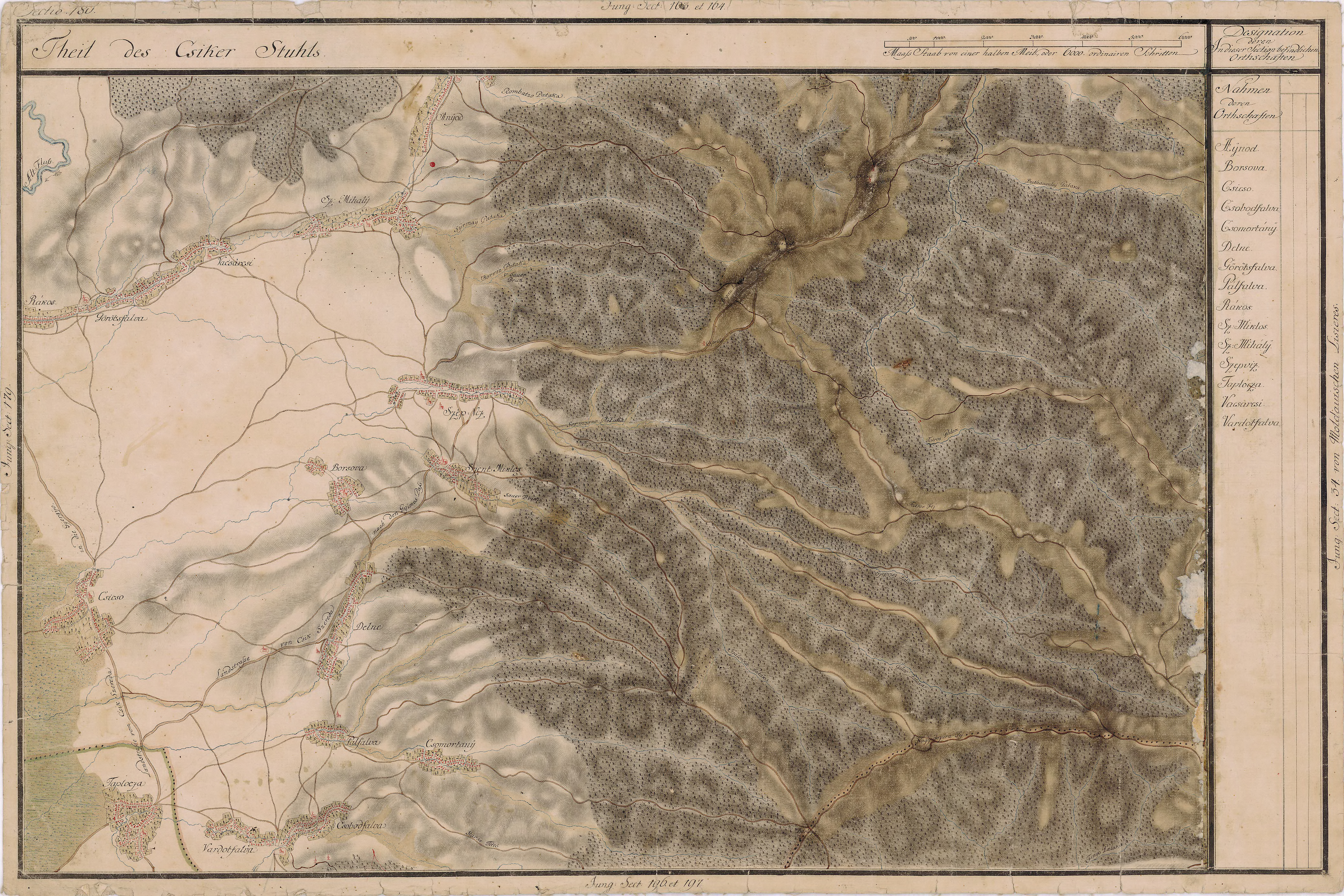
Delnița în Harta Iosefină a Transilvaniei, 1769-73